# Cintray (Eure)
Cintray település Franciaországban, Eure megyében. Lakosainak száma 453 fő (2018. január 1.). Cintray Francheville, La Guéroulde és Piseux községekkel határos.

## Népesség
A település népességének változása:
| Lakosok száma | 352  | 319  | 294  | 375  | 361  | 408  | 451  | 467  | 462  | 453  |
|               | 1962 | 1968 | 1982 | 1990 | 1999 | 2008 | 2011 | 2013 | 2017 | 2018 |